# Cartonera
Una cartonera es una fábrica de cartón ondulado y en particular, de embalajes de cartón ondulado. Según el proceso de fabricación que llevan a cabo, las cartoneras se dividen en dos:
- plantas integradas que realizan íntegramente el proceso desde la recepción del papel hasta la entrega del producto final.
- plantas manipuladoras o transformadoras. No tienen onduladora por lo que simplemente transforman la plancha de cartón que reciben de otras cartoneras.

El proceso de fabricación del embalaje se divide en dos grandes áreas:
- Fabricación de planchas de cartón por medio de la onduladora.
- Transformación. En esta área, se realizan las operaciones necesarias para la transformación de la plancha en embalaje.

## Ondulado de cartón
La fabricación de cartón propiamente dicha se realiza en la onduladora. En esta máquina se desenrolla el papel que se ondula y se pega creando planchas de cartón de tres tipos:
- una onda (doble),
- dos ondas (doble-doble)
- de tres ondas (triplex), para lo que se necesitan onduladoras de mayor tamaño

La plancha se fabrica en la onduladora según la composición y medidas establecidas para la caja en sus especificaciones técnicas. Por ello, una de las operaciones clave en la cartonera de cara a su productividad y rentabilidad es la correcta planificación de onduladora. Esta tiene dos objetivos primordiales:
- agrupar las fabricaciones por composiciones
- optimizar los anchos de plancha, minimizando así el desperdicio lateral.

Para más información, ver artículo onduladora

## Conversión
Una vez fabricada la plancha, esta se traslada en pilas a la zona de conversión alineándolas con la máquina indicada por su ruta. Esta operación se realiza bien manualmente utilizando carretillas o de forma automatizada mediante caminos de rodillos. 
Las principales operaciones que se realizan en la zona de transformación son las siguientes:
- Impresión de la plancha. El cartón ondulado utiliza básicamente la técnica flexográfica para impresión haciendo uso de clichés de polímero para depositar la tinta sobre la plancha. Las impresoras pueden constituir una operación independiente dentro del flujo de fabricación o más comúnmente, integrarse con otras máquinas como las troqueladoras. Otras formas de impresión son:
  - Impresión digital. La tinta pasa directamente de los tinteros a la plancha sin soporte intermedio. Por su escasa velocidad solamente está indicado para productos de series cortas, tales como cartelería, publicidad en el punto de venta, etc.
  - Impresión offset. La impresión se realiza sobre una lámina de cartoncillo que posteriormente se contracola a un formato de cartón simple cara.
- Troquelado de la plancha. El troquelado puede ser de dos tipos:
  - Troquelado plano. El troquel es plano e incide perpendicularmente sobre la plancha consiguiendo una gran precisión en el corte.
  - Troquelado rotativo. El troquel es semicircular e incide de forma oblicua sobre la plancha por lo que la tolerancia en el corte puede alcanzar los dos milímetros.
- Plegado y pegado de la caja. Las plegadoras-pegadoras administran diferentes puntos de cola a la plancha procediendo a su posterior plegado de acuerdo con las especificaciones del embalaje. Algunos modelos exigen la aplicación de varios puntos de cola para su correcta formación. Tal es el caso de las cajas de fondo automático, bandejas de cuatro puntos o cajas con tapa de seis puntos.
- Formación e incorporación de rejilla. Para la fabricación de cajas con rejilla incorporada es preciso formar previamente la rejilla lo que se realiza en una línea específica. Posteriormente, la rejilla es introducida y pegada a la caja mediante la aplicación de cola caliente.
- Fabricación de cajas americanas. Por su gran difusión, las cajas americanas cuentan con una ruta propia y una máquina específica para su fabricación denominada fabricante de caja. (Ver artículo casemaker)
- Grapado de la caja. Algunas cajas por sus grandes dimensiones o para reforzar su unión se unen mediante grapas. Para ello, se utilizan grapadoras industriales que pueden también integrarse con la fabricante de caja.
- Flejado y paletizado. Las paletizadoras automáticas se encargan de formar los paquetes, flejarlos y paletizarlos de acuerdo a las especificaciones de fabricación.
- Retractilado.

## Diseño
Las cartoneras cuentan con un departamento de diseño en el que se desarrolla tanto el diseño gráfico como estructural de la caja. 
- Diseño gráfico. A partir de la imagen proporcionada por el cliente u otra caja similar, el diseñador perfila las líneas y los colores de la imagen. El dibujo resultante sirve como testigo de fabricación y para encargar los clichés de impresión.
- Diseño estructural. Una vez analizadas las dimensiones y el número de productos que irán en la caja así como el modelo de embalaje, el diseñador traza un plano acotado con las líneas maestras del embalaje: líneas de corte, hendidos y precortados. El diseño servirá para encargar el troquel así como para control de producción.

La oficina técnica también desempeña otras funciones como la gestión de utillaje, (básicamente, la compra de clichés y troqueles) así como la fabricación de muestras para aprobación por el cliente.
- Datos: Q5753935